# Neuropathie de réanimation
 Mise en garde médicale
La neuropathie de réanimation, ou neuromyopathie acquise en réanimation, ou encore polyneuropathie de réanimation, est la complication neuro-musculaire la plus fréquente rencontrée en réanimation.

## Historique
La polyneuropathie de réanimation a été identifiée comme entité nosologique distincte au Canada en 1984,.

## Physiopathologie
Il s'agit d'une atteinte axonale du système nerveux périphérique touchant aussi bien les muscles des membres et du tronc que les muscles respiratoires,. Les mécanismes en cause, qui font intervenir les médiateurs de l'inflammation, sont toujours discutés.
Il existe une perte des fibres myélinisées.

## Signes cliniques
Le diagnostic est clinique et ne nécessite pas d'examens complémentaires spécifiques. Les neuropathies de réanimation entraînent une tétraparésie pouvant être au maximum une tétraplégie flasque, pouvant parfois être accompagnée d'une déficit sensitif. Il existe une faiblesse musculaire diffuse, prédominant au niveau des muscles proximaux et épargnant ceux de la face.
En cas de doute diagnostic, en particulier chez les patients cérébrolésés, il est possible de réaliser un électromyogramme. Celui-ci retrouve une atteinte axonale.
Le diagnostic est souvent tardif, posé lors de tentatives de sevrage ventilatoire.

## Épidémiologie
Les patients les plus à risque de développer une neuropathie de réanimation sont ceux séjournant plusieurs semaines en réanimation et ayant présenté une défaillance multiviscérale et un sepsis,, avec une immobilisation prolongée sous ventilation mécanique. Après 7 jours de ventilation mécanique, un patient sur 4 présente une faiblesse musculaire. Jusqu'à 70 % des patients ayant présenté un sepsis sévère avec défaillance multiviscérale vont développer une polyneuropathie.

## Pronostic
La récupération est lente, sur plusieurs semaines à plusieurs mois. Les neuropathies de réanimation sont associées à une surmortalité intra-hospitalière, prolongent la durée d'hospitalisation en réanimation ainsi que la convalescence.

## Mesures de prévention
Limiter au maximum la sédation parfois nécessitée par la ventilation mécanique diminue le risque de polyneuropathie. La kinésithérapie et la mobilisation précoce des patients sont également utiles.